# 米友仁
米友仁（1074年—1151年），一名尹仁，字元晖，小名寅哥、鰲兒，祖籍太原，後遷襄陽，南宋書畫家。黃庭堅戲稱其為“虎兒”。書畫家米芾長子。書法繪畫皆承家學，父子皆稱絕一世，故稱“大小米”。

## 生平
宋神宗熙宁七年甲寅（1074年）出生。崇宁三年（1104年）其父进友仁的《楚山清晓图》，徽宗賜御书画各一卷，遂以擅長書畫知名，徽宗宣和四年（1123年）入掌書學，宋室南渡後，流寓於溧陽、平江，官至提舉兩浙西路茶鹽公事、工部侍郎。绍兴二十一年辛未（1151年），召为兵部侍郎，以敷文阁待制提举神祐观奉朝请，不久卒，享年七十八岁。

## 艺术特色
米友仁精於鑑別，宋高宗每得書畫名蹟，均請他鑑定。《古今畫鑑》說他：“能守家學，作山水清致可掬，亦略變其尊人所為，成一家法，煙雲變滅，林泉點綴，生意無窮。小米山水，点缀云烟，草草而成，不失天真风气，肖乃翁也。”他的寫生題材多為煙霧瀰漫的江南山水，叫作“墨戲”，其山水畫擴張了米芾技法：“略變其尊人所為，成一家法。”明代董其昌曾攜友仁《瀟湘奇觀圖》遊洞庭湖，驚嘆說：“舟次斜陽，篷底一望空潤，長天雲物，怪怪奇奇，一幅米家墨戲也。”